# Chřenovice
Chřenovice település Csehországban, a Havlíčkův Brod-i járásban. Chřenovice Hněvkovice, Ledeč nad Sázavou, Kožlí, Jedlá és Vlastějovice településekkel határos. Lakosainak száma 141 fő (2024. január 1.).

## Népesség
A település lakosságának változását az alábbi diagram mutatja:
| Lakosok száma | 522  | 477  | 429  | 307  | 208  | 172  | 158  | 145  | 150  | 141  |
|               | 1869 | 1890 | 1921 | 1950 | 1980 | 2001 | 2017 | 2019 | 2022 | 2024 |